# 14 - Des armes et des mots
Pour plus de détails, voir Fiche technique et Distribution.
14 - Des armes et des mots est le titre français d’une série dramatique internationale qui se consacre au sujet de la Première Guerre mondiale à travers des éléments documentaires et animés. Le réalisateur de tous les épisodes est Jan Peter, les auteurs sont Jan Peter et Yury Winterberg. Le scénariste et producteur néerlandais, Maarten van der Duin, ainsi que l'auteur de la BBC, Andrew Bampfield, ont contribué au développement.

## Synopsis
Les différents épisodes de la série racontent l’histoire de la Première Guerre mondiale non pas à travers le point de vue de politiciens et de militaires, mais celui de soldats, de femmes au foyer, d’ouvrières d‘usine, d’infirmières ou d’enfants. Au total, il y a 14 personnages principaux. Des tranches de vie pertinentes sont mises en scène et tissées entre elles. Ainsi, il ne s’agit pas seulement d’une histoire de déroulement politique ou militaire de la Première Guerre mondiale, mais d’une histoire qui capte directement les sentiments et humeurs des personnages.

## Production

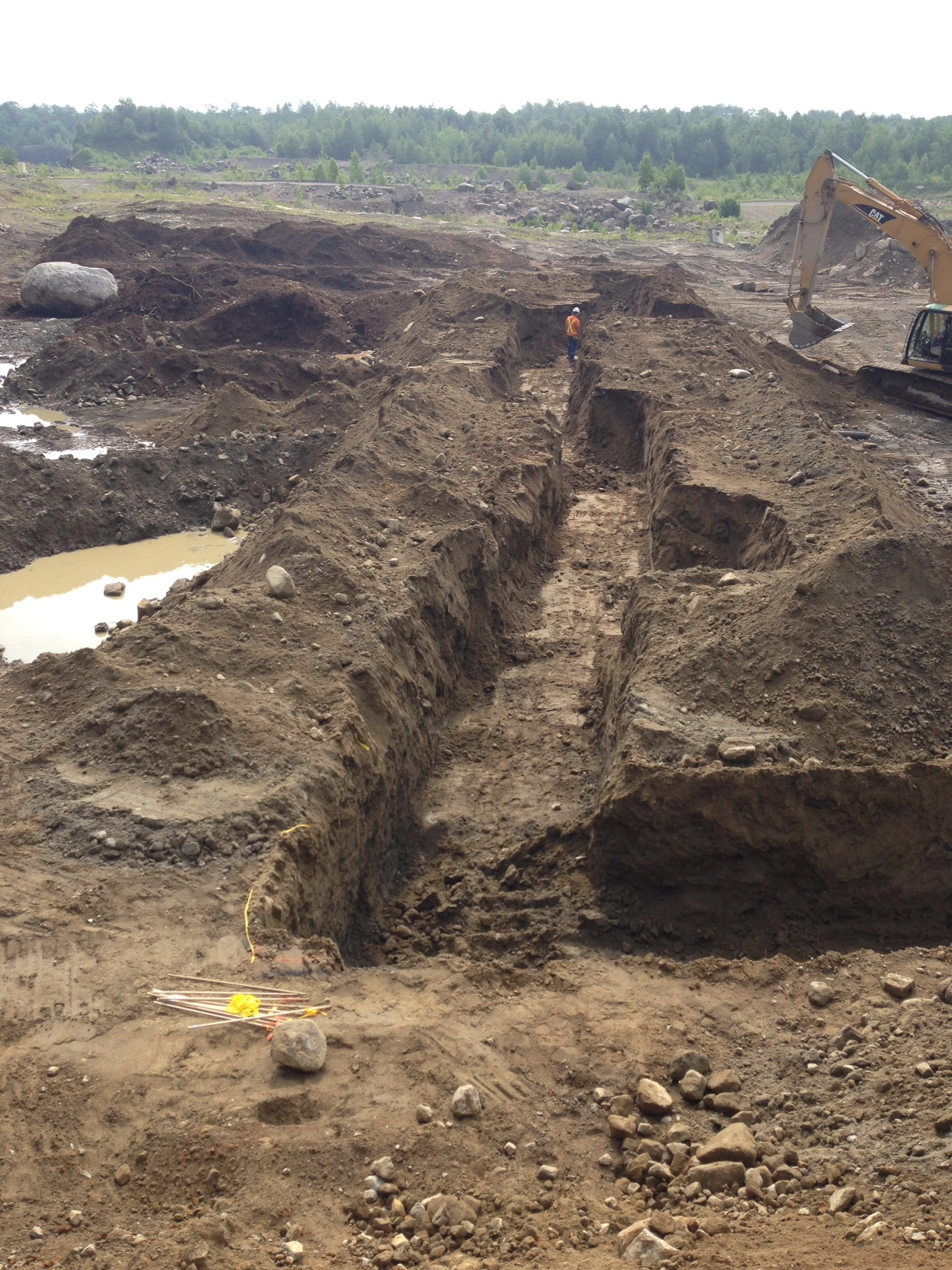
La construction des tranchées de la zone neutre, à Saint-Jerôme, Québec

Il s’agit d’une coproduction de LOOKSfilm, Les Films d'ici / Les Films d’ici 2 Paris et de Filmoption International Montréal.

### Développement
Les scénarios sont fondés sur des citations originales issues de carnets intimes et de lettres écrits par des personnes d’origine allemande, française, britannique, italienne, autrichienne, russe et américaine, ayant vécu et écrit à l’époque de 1914-1918. Quatorze destins émouvants durant la Première Guerre mondiale ont été sélectionnés parmi plus de mille carnets intimes et collections de lettres. Ce travail de développement a duré quatre ans.
Ce qui est inhabituel pour une production sur la guerre, c’est que les 14 protagonistes sont repartis du même titre entre femmes et hommes et que seulement une petite partie de l’histoire se déroule sur le front. Les protagonistes sont issus de huit nations. Le principe de la narration à partir de points de vue multiples est unique : toutes les histoires s’équivalent et sont étroitement ficelées. Tous les acteurs et actrices parlent leur langue maternelle sans être doublés.

### Archives
Les images d’archives (film et photo) ont été sélectionnées parmi 71 archives issues de 21 pays. Les sources les plus sollicitées sont British Pathé (en) (Grande-Bretagne), Gaumont Pathé (en) (France), Krasnogorsk (Russie), Bundefilmsarchiv (Allemagne), Österreichisches Filmmuseum (Autriche), National Archives and Records Administration (États-Unis) et l’Imperial War Museum britannique. Mais, souvent, les meilleures images se sont avérées être celles issues des rares films amateurs.

### Tournage

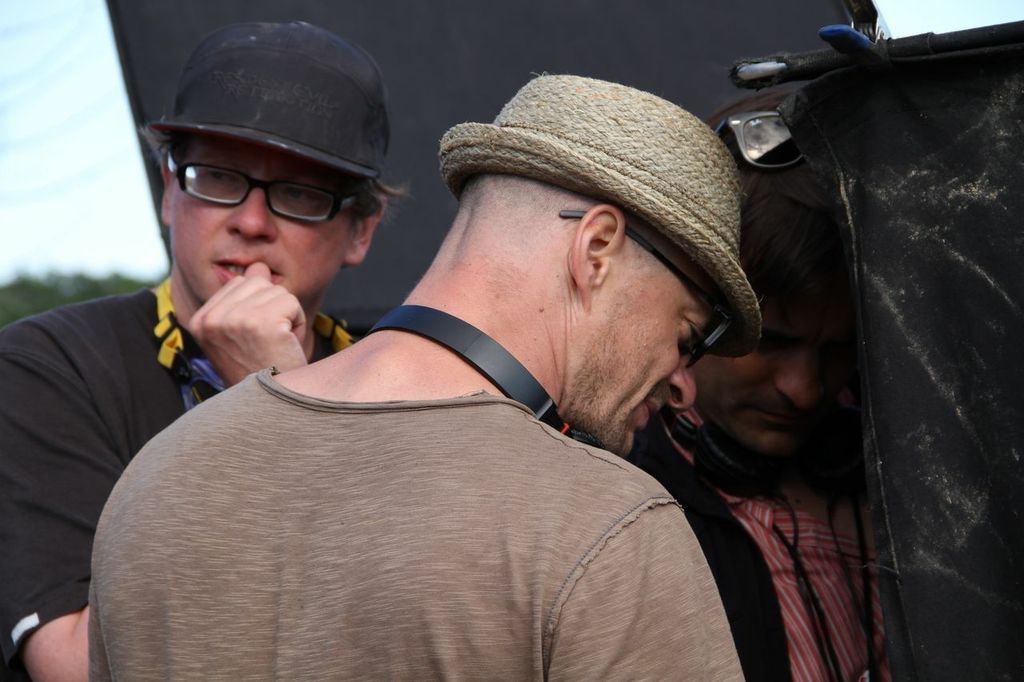
Le réalisateur Jan Peter et le chef-opérateur Jürgen Rehberg pendant le tournage au Canada.

Les parties « fiction » de la série ont été tournées en France et au Canada, en 50 jours de tournage.
En France, le tournage a eu lieu en Alsace, à Strasbourg et aux alentours de la ville, entre autres à la piscine art nouveau de la ville, dans une brasserie désaffectée et au château de Frœschwiller.
Au Canada, l’équipe a tourné dans la province de Québec, dans une ancienne carrière à environ 150 km de Montréal. Un système de tranchées et une zone neutre y ont été construits sur un terrain de 5 000 m2.

### Fiche technique
| Réalisation          | Jan Peter                                                                                           |
| Scénario             | Jan Peter, Yury Winterberg (de), Maarten van der Duin, Andrew Bampfield, Stefan Falk, Florian Huber |
| Image                | Jürgen Rehberg                                                                                      |
| Montage et graphisme | Susanne Schiebler                                                                                   |
| Montage              | Martin Schröder, Jasmin Hoffhaus                                                                    |
| Musique              | Laurent Eyquem                                                                                      |
| Décors               | Patric Valverde, Michel Marsolais                                                                   |
| Costumes             | Valérie Adda                                                                                        |

### Distribution
| Rôle                    | Acteur                    |
| ----------------------- | ------------------------- |
| Charles Edward Montague | David Acton               |
| Marie Pireaud           | Emilie Aubertot           |
| Sarah Macnaughtan       | Celia Bannerman           |
| Louis Barthas           | Mikaël Fitoussi           |
| Ethel Cooper            | Megan Gay (de)            |
| Käthe Kollwitz          | Christina Große           |
| Paul Pireaud            | Lazare Herson-Macarel     |
| Ernst Jünger            | Jonas Friedrich Leonhardi |
| Vincenzo D'Aquila       | Jacopo Menicagli          |
| Elfriede Kuhr           | Elisa Monse               |
| Karl Kasser             | David Oberkogler          |
| Yves Congar             | Antoine de Prekel         |
| Gabrielle West          | Naomi Sheldon             |
| Marina Yurlova          | Natalia Witmer            |

## Personnages principaux
Les personnages principaux sont les suivants :

### Sarah Broom Macnaughtan
Sarah Broom Macnaughtan est née le 26 octobre 1864 à Patric, en Écosse. Elle a déjà participé en tant qu’infirmière à la guerre des Boers et, quand en 1914 on cherche des infirmières pour l’armée britannique en Belgique, elle se porte volontaire. Elle y subit en 1915 la première attaque au gaz, à Ypres. Âgée de 51 ans, Macnaughtan meurt le 24 juillet 1916.

### Charles Edward Montague
Charles Edward Montague est né le 1er janvier 1867. Fils d’un prêtre catholique, il grandit à Londres. Après ses études, il devient journaliste. Montague est un opposant de la guerre et pacifiste – jusqu’à l’été 1914. Malgré ses 47 ans, il se porte volontaire pour participer à la guerre. Après la guerre, il reprend d’abord son activité journalistique. Puis il prend sa retraite pour finir ses jours en tant qu’écrivain. Charles Edward Montague meurt le 28 mai 1928 âgé de 61 ans.

### Käthe Kollwitz
Käthe Kollwitz est née le 8 juillet 1867 à Königsberg. Cette artiste réputée allemande est socialiste et pacifiste. Mais quand la guerre éclate (elle a 47 ans), elle ne peut pas échapper à l’ambiance de renouveau patriotique en Allemagne. Son fils Peter se porte volontaire pour le service militaire et il envahit la Belgique en 1914. Âgée de 77 ans, Käthe Kollwitz meurt le 22 avril 1945 à Moritzburg, seulement quelques jours avant la fin de la deuxième Guerre Mondiale.

### Caroline Ethel Cooper
Ethel Cooper (en) est née le 24 décembre 1871 à North Adelaide, Australie. Entre 1897 et 1906, elle fait des études de musique à Leipzig, mais retourne d’abord en Australie. Depuis 1911, elle fait de Leipzig sa ville d’adoption. Quand la guerre est déclarée, elle est considérée tout à coup comme une étrangère ennemie. Elle est espionnée, souffre la faim et tombe malade, mais elle n’est pas autorisée de quitter le pays. Âgée de 90 ans, Caroline Ethel Cooper meurt le 25 mai 1961 à Malvern (en), Australie.

### Louis Barthas

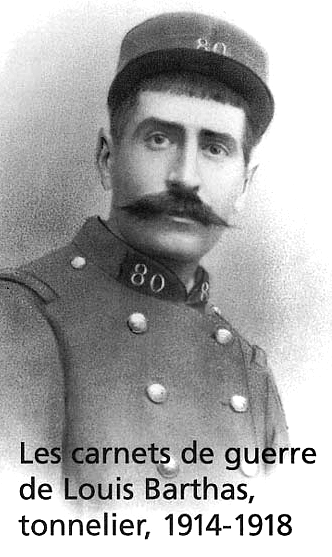
Louis Barthas (1879–1952).

Louis Barthas est né le 14 juillet 1879 à Homps, dans l’Aude. Fils d’un tonnelier et d’une couturière, il apprend le métier de son père. À 35 ans, il est appelé en tant que réserviste. Fin 1914, il arrive sur l’un des endroits les plus dangereux du front franco-allemand et y vit le cauchemar de la guerre des tranchées : „Souvent je pense à mes très nombreux camarades tombés à mes côtés. J'ai entendu leurs imprécations contre la guerre et ses auteurs, la révolte de tout leur être contre leur funeste sort, contre leur assassinat. Et moi survivant, je crois être inspiré par leur volonté en luttant sans trêve ni merci jusqu'à mon dernier souffle pour l'idée de paix et de Fraternité humaine. Février 1919. “ Après la guerre, il reprend son travail de tonnelier. Barthas meurt le 4 mai 1952 âgé de 72 ans.

### Karl Kasser
Karl Kasser est né en 1889 à Kilb, en Autriche. Malgré une blessure de la main, le jeune paysan de 25 ans est déclaré apte à la guerre. Contre son gré, il devient soldat en 1915. Lors de combats sur le front est russe, il est fait prisonnier. Commence alors une odyssée de plusieurs années à travers l’Empire du Tzar qui ne se termine que le 4 octobre 1920. Karl Kasser meurt en 1976 âgé de 87 ans.

### Gabrielle West
Gabrielle West est née vers 1890. Pour la jeune femme issue d’une famille aisée britannique il est évident de servir sa patrie à travers du bénévolat. Elle devient surveillante dans une usine de munitions où elle confrontée aux terribles conditions de travail des femmes ouvrières. Sa date de décès est inconnue.

### Paul Pireaud
Paul Pireaud est né en 1890 dans sud-ouest de la France. Au début de la guerre, Marie et Paul Pireaud sont de jeunes mariés. La guerre va séparer le jeune paysan de Marie pendant de longues années. Son seul lien avec elle reste la correspondance. Dans ses lettres, il raconte la souffrance des soldats sur le front. Paul Pireaud meurt en 1970, après de nombreuses années passées avec sa femme, peu avant son 80e anniversaire.

### Marie Pireaud
Marie Pireaud est née en 1892 près de Paris. Au début de la guerre, Marie et Paul Pireaud sont de jeunes mariés. Quand son mari part pour la guerre, Marie doit assumer le lourd travail à la ferme. Dans ses lettres très personnelles à Paul elle parle de sa jalousie et son grand désir de chaleur humaine, tendresse et d’un enfant. Plus tard, le couple aura un fils, mais ils n’auront pas de petits enfants qui auraient pu se souvenir de leur amour. Âgée de 86 ans, Marie Pireaud meurt huit ans après la mort de son mari, en septembre 1978.

### Vincenzo D’Aquila
Vincenzo D’Aquila est né le 2 novembre 1893 en Sicile. Après l’émigration de ses parents, il grandit aux États-Unis. Au printemps 1915, le jeune homme de 22 ans part sur un bateau chargé de volontaires pour l’Europe. Ce sont de jeunes hommes, qui souhaitent combattre pour leur ancienne patrie, l’Italie. D’Aquila meurt le 26 juillet 1971, à 78 ans.

### Ernst Jünger

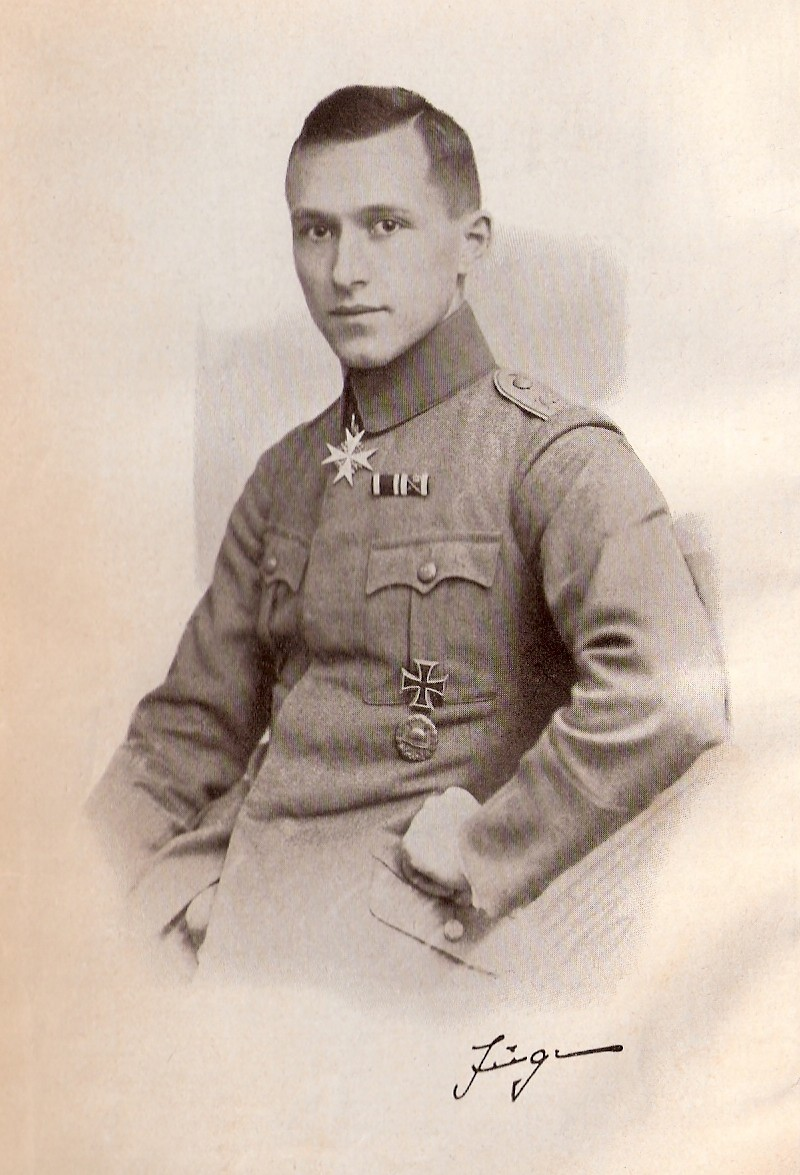
Ernst Jünger (1895–1998).

Ernst Jünger est né le 29 mars 1895 à Heidelberg, en Allemagne. En 1914, le jeune diplômé du baccalauréat et futur écrivain se porte volontaire pour le service militaire. Fin 1914, il est muté sur le front en France. Jusqu’à 1918, il survit de nombreuses batailles dont les combats sanglants de la Somme. Âgé de 102 ans, il meurt en 1998 à l’hôpital de Riedlingen, en Allemagne.

### Marina Yurlova
Marina Yurlova est née vers 1900 dans un petit village du Caucase. Fille d’un colonel des Cosaques du Kouban, elle a seulement 14 ans quand son père part en août 1914 pour la guerre. Partie à sa recherche, elle devient enfant-soldat dans l’armée russe, la seule fille dans une unité de Cosaques. Après la guerre elle séjourne en maison de santé. Par la suite elle gagne le Japon puis atteint les États-Unis ou elle y devient danseuse et se marie. En 1931 elle écrit un livre " Cosac Girl " (ses récits de guerres) qui eut beaucoup de succès. Dans les années qui suivirent elle écrit d'autres livres ainsi qu'une pièce de théâtre tout en déposant des brevets. Elle décède en 1984 à l'âge de 84 ans à New York.

### Elfriede Alice Kuhr
Elfriede Alice Kuhr (surnommée Piete) est née le 25 avril 1902 dans la ville frontalière germano-russe Schneidemühl (aujourd’hui Piła), située une centaine de kilomètres de la frontière russe. Au début de la guerre, la jeune fille de douze ans qui vit chez sa grand-mère se réjouit encore des victoires allemandes, mais lors de la mort du soldat Werner Waldeker dont elle était amoureuse, Elfriede découvre que la guerre est horrible. Après la guerre, elle se fait connaître par ses programmes de danse en solo expressionniste. En 1927, elle épouse un acteur et metteur en scène juif. En 1933 lorsque Hitler prend le pouvoir, elle et son mari émigrent en Suisse. Elle s'installe à Zurich puis à Ascona où elle se consacre à l'écriture. Elfriede Kuhr meurt le 29 mars 1989, à Seeshaupt en Bavière âgée de 86 ans.

### Yves Congar
Yves Congar est né le 8 avril 1904 à Sedan où il grandit de façon bien protégée jusqu’à l’âge de 10 ans. En 1914 il vit l’invasion des Allemands dans sa ville natale. Commence alors une occupation de 4 ans. Plus tard, il deviendra théologien catholique et cardinal. Yves Congar meurt le 22 juin 1995 âgé de 91 ans à Paris.

## Budget et diffusion
La série est l’un des formats docufiction les plus chers jamais coproduits en Allemagne et en France. Avant sa première diffusion, elle a été vendue dans plus de 25 pays à travers le monde. Le budget avoisine les 5 millions d’euros. À l’occasion du Centenaire du début de la Première Guerre mondiale, ARTE diffusera les 8 épisodes de la série à partir du 29 avril 2014 en même temps en France et en Allemagne. Avec ARTE, les partenaires de la série sont entre autres la SWR, NDR et WDR en Allemagne, l’ORF en Autriche et la BBC en Grande-Bretagne. ARD et ORF vont diffuser la série en quatre épisodes de 45 minutes. La BBC diffusera « 14, Des Armes et des Mots » sous le titre « Great War Diary » regroupés en trois épisodes de 60 minutes.

## Liste des épisodes
Cette liste des épisodes contient les 8 épisodes de la série 14, des Armes et des Mots. Ils sont triés selon leur date de première diffusion sur ARTE.
| N° | Titre original | Première Diffusion   | Réalisation | Scénario                                  |
| -- | -------------- | -------------------- | ----------- | ----------------------------------------- |
| 1  | Le gouffre     | 29 avril 2014, 20:50 | Jan Peter   | Jan Peter, Yury Winterberg                |
| 2  | L'offensive    | 29 avril 2014, 21:40 | Jan Peter   | Jan Peter, Yury Winterberg                |
| 3  | L'angoisse     | 6 mai 2014, 20:50    | Jan Peter   | Jan Peter, Yury Winterberg                |
| 4  | La nostalgie   | 6 mai 2014, 21:40    | Jan Peter   | Jan Peter, Yury Winterberg                |
| 5  | Le désastre    | 6 mai 2014, 22:30    | Jan Peter   | Jan Peter, Yury Winterberg, Stephan Falk  |
| 6  | La Patrie      | 13 mai 2014, 20:50   | Jan Peter   | Jan Peter, Yury Winterberg                |
| 7  | L'insurrection | 13 mai 2014, 21:40   | Jan Peter   | Jan Peter, Yury Winterberg, Florian Huber |
| 8  | Les ruines     | 13 mai 2014, 22:30   | Jan Peter   | Jan Peter, Yury Winterberg                |

## Musique
La bande originale a été créée par le compositeur franco-canadien Laurent Eyquem qui travaille à Hollywood. Dans le sens figuré, les voix des 14 personnages principaux forment une chorale qui se reflète dans la musique du film. La chorale a été enregistrée à Prague.

## Publications DVD et Blu-ray
La série sera vendue en France à partir du 14 mai 2014 sur DVD et Disque Blu-ray.

## Accueil

### Réception critique
En France, la presse a été très positive :
Le Monde parle d' « une gageure impeccablement tenue », Le Figaro d' « une virtuosité inédite », Direct Matin d' « une qualité exceptionnelle. », et la revue Hérodote d'« exceptionnel, magnifique témoignage sur la Première Guerre mondiale », de même que Télérama.

### Audiences
| Chaîne | Pays      | Case                                           | Objectif de la chaîne pour cette case | Moyenne d'audimat (Toutes les épisodes) |
| ------ | --------- | ---------------------------------------------- | ------------------------------------- | --------------------------------------- |
| ARTE   | Allemagne | mardi, 20:15 – 22:50                           | 1,0 %                                 | 1,4%                                    |
| ARTE   | France    | mardi, 20:50 – 23:35                           | 2,0 %                                 | 2,2%                                    |
| ORF    | Autriche  | mardi, 22:35 – 00:05 + vendredi, 22:50 – 00:20 | 12,2 %                                | 14,0%                                   |